# Tempel des Serapis (Quirinal)

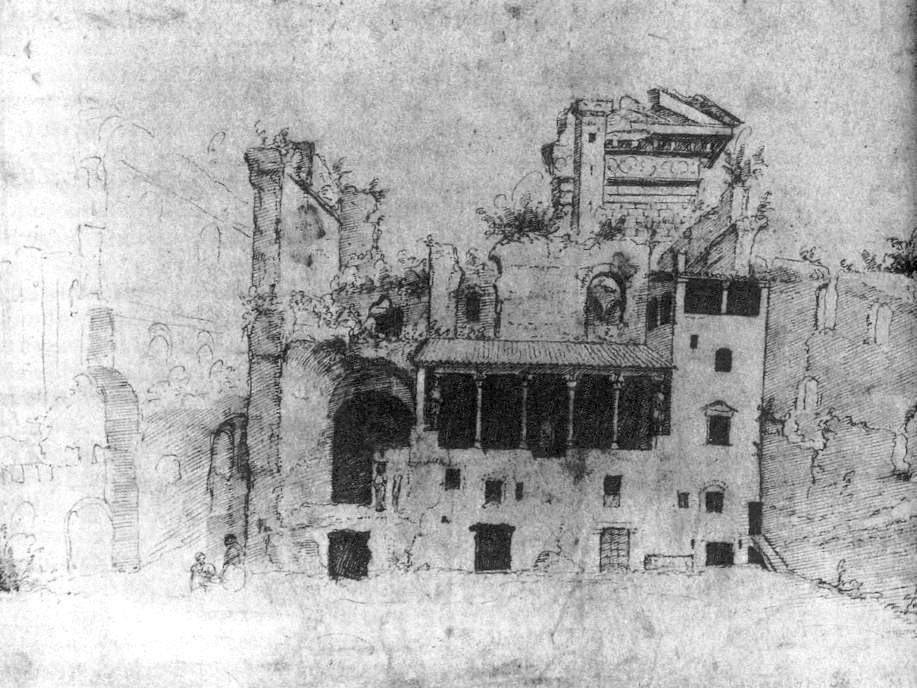
Casa Colonna in den Treppenruinen, dahinter der Frontispizio di Nerone, die SW-Ecke des Heiligtums auf dem Quirinal – anonymer Kopist nach Maarten van Heemskerck, vor 1540 (Düsseldorf, Museum Kunstpalast F.P.5004)

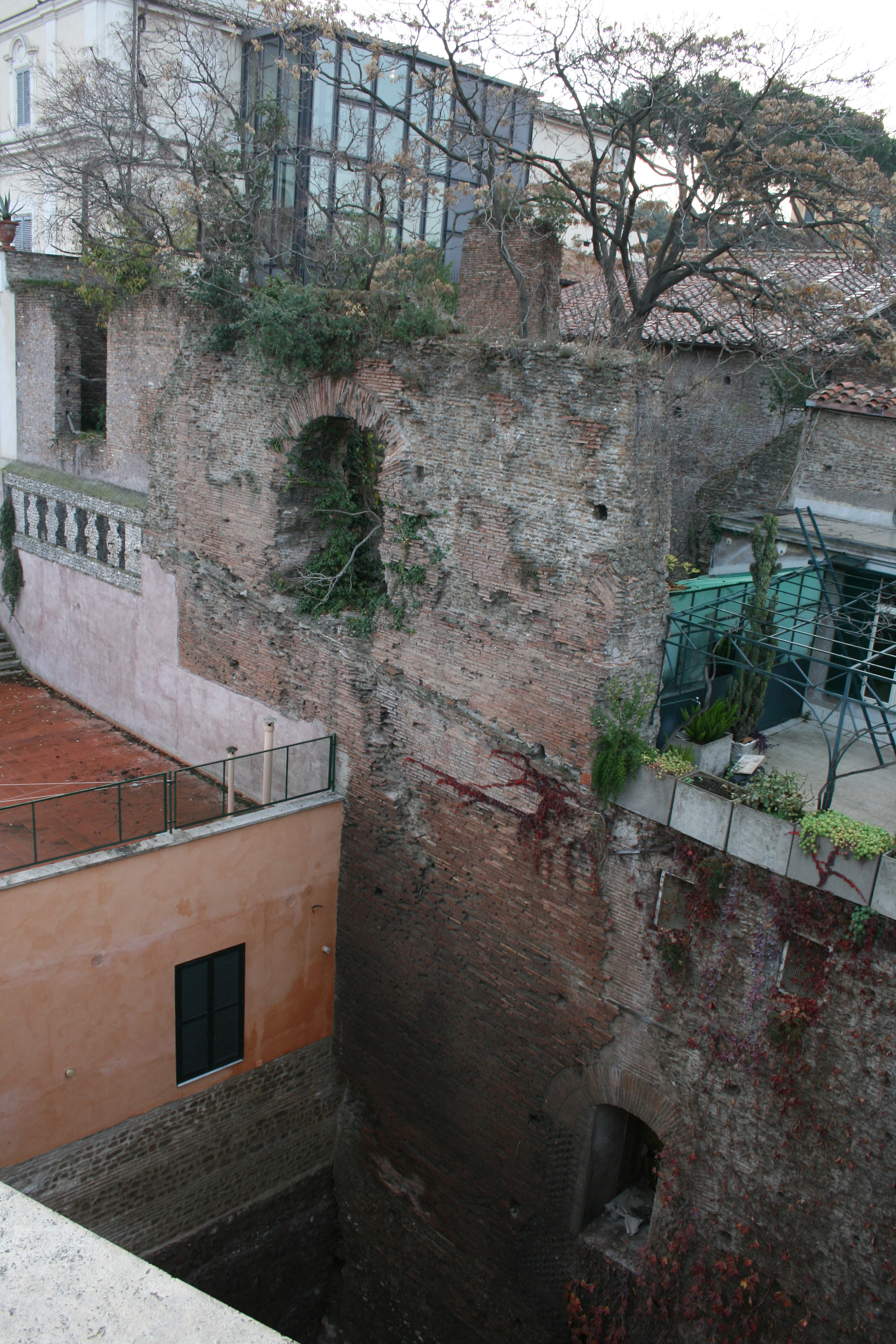
Ruinenreste eines Tempels auf dem Gelände der Päpstlichen Universität Gregoriana

Der Tempel des Serapis (lateinisch aedes Serapis) ist ein im Regionenkatalog des 4. Jahrhunderts erwähntes Heiligtum des Serapis, das sich in der Regio VI. unweit des altehrwürdigen Tempels der Salus auf dem Quirinal in Rom befunden haben muss.